# Alfredo Marcano Adrianza
Alfredo Marcano Adrianza (* 13. November 1953 im Maracaibo, Venezuela) ist ein venezolanischer Schlagzeuger und Komponist.

## Leben
Alfredo Marcano Adrianza studierte Grundlagen der Musik, Musikgeschichte und Schlagzeug am Conservatorio Juan José Landaeta in Caracas. Zwischen 1973 und 1976 studierte er Komposition bei  Yannis Ioannidis. Daneben studierte er elektroakustische Musik und Komposition bei Antonio Estévez und Raúl Delgado Estévez (1946–2019) am Estudio de Fonología de Caracas. Als Stipendiat des  Consejo Nacional de la Cultura studierte er zwischen 1976 und 1978 elektroakustische Musik und Komposition am Centro de Investigación en Comunicación Masiva, Arte y Tecnología CICMAT  in Buenos Aires. 1981 schloss er sein Kompositionsstudium an der Robert-Schumann Hochschule Düsseldorf bei Günther Becker ab. Seit der Gründung 1975 ist er Mitglied der venezolanischen Gesellschaft für zeitgenössische Musik.

## Werke (Auswahl)
- Dencias, 1977[4]
- Trio für Flöte, Viola und Violoncello, 1978 OCLC 243482412
- Cidencias für zwei Flöten, Klarinette, Horn, zwei Klavier, Violine, Viola, Violoncello und Kontrabass, 1979 OCLC 1002311131 OCLC 945737353
- Cercanos für Flöte und zwei Violoncelli, 1980 OCLC 1002311131
- Sur für Orchester, 1981 OCLC 879480591
- Urano für Orchester, 1982. Auftragswerk von Inocente Palacios. OCLC 945699517 Uraufführung beim Eröffnungskonzert des Festival Nacional de Música Contemporánea am 14. Februar 1982 zum 50. Jubiläum des Ateneo de Caracas.
- Sinfonietta el Ávila

## Einspielungen

### Als Komponist
- Dencias, eingespielt am CICMAT, 1977[4]
- Urano, eingespielt im Februar 1999 vom Orquesta Sinfónica Simón Bolívar de Venezuela unter der Leitung von Alfredo Rugeles in der Ribas Hall im Teatro Teresa Carreño in Carracas.

### Als Schlagzeuger
- Judith Akoschky:Ruidos y Ruiditos - Música Para Los Más Chiquitos, La Cornamusa, 1976

### Als Dirigent
- Tres Composiciones Instrumentales, Düsseldorfer Bläsersextett, Tacuabé, 1981